# HEARTBEAT SNOW 〜THEME OF SNOW BEAT
「HEARTBEAT SNOW 〜THEME OF SNOW BEAT」（ハートビート・スノー～テーマ・オブ・スノー・ビート）は、1995年12月1日発売のHIMの4枚目のシングル。

## 解説
- 前作「AQUARIUS」のリリースから、わずか9日後にリリースされた。
- 8cmCDシングル（短冊型）形態でリリース。
- フィーチャリング・ボーカルとして、正式メンバーではないアマチュア・ボーカリストTOMOKO SAWACHI=HIMTを単発起用。なお、コーラスはHIMのメインボーカルであるSHIZUKAが務めている。
- HIMのシングル曲で、唯一PV制作がされていない。
- HIMのシングルの中で、最も売り上げ枚数が少ない。

## 収録曲
1. HEARTBEAT SNOW 〜THEME OF SNOW BEAT
（作詞/作曲:HIM / 編曲:Y.MIZUSHIMA）
2. HEARTBEAT SNOW 〜THEME OF SNOW BEAT(ORIGINAL KARAOKE)
（作曲:HIM / 編曲:Y.MIZUSHIMA）

## タイアップ
- テレビ東京系『SNOW BEAT』テーマソング

## 収録アルバム
- HIM 1stアルバム『HIMAX! GREATEST HITS AND MORE』（1996年2月1日 リリース） 
  - ORIGINAL MIX